# Gruff Rhys
Gruffydd Maredudd Bowen Rhys, nascido em 18 de julho de 1970, é um músico do País de Gales conhecido tanto por sua carreira solo quanto por várias bandas, principalmente a Super Furry Animals, que obteve sucesso durante os anos 90. Comentando a agenda de shows para o Yahoo! em março de 2012, Regis Tadeu chamou o álbum Hotel Shampoo do músico de "razoável".